# Landkreis Goslar
Der Landkreis Goslar liegt im Südosten von Niedersachsen, Verwaltungssitz ist die große selbständige Stadt Goslar.
Mit dem 371,76 km² messenden Verwaltungsbezirk Harz ist das größte gemeindefreie Gebiet Deutschlands Teil des Landkreises. Der Wurmberg im Südosten des Landkreises ist der höchste Berg Niedersachsens.

## Geografie

### Lage
In der naturräumlichen Einteilung Deutschlands umfasst der Landkreis Goslar die südwestlichen Teile des Innersteberglands und den westlichen Teil der Harzrandmulde. Mit dem Harly gehört auch ein Teil der aus einzelnen, zusammenhanglosen Gebieten bestehenden Landschaft Harlyberg-Fallstein-Huyberg-Hakel-Blankenburger Erhebungen zum Landkreis. Der gesamte südliche Teil wird vom Harz eingenommen, der in diesem Gebiet in Ober- und Mittelharz unterteilt ist. Außerdem gehört ein kleiner Teil südlich von Seesen zum Südwestlichen Harzvorland.
Während im Nordteil des Landkreises Goslar nur Höhen zwischen 200 und etwas mehr als 300 Metern erreicht werden (z. B. Bärenkopf, 307 m und Harlyberg, 256 m), erreichen die Berge im Oberharz deutlich größere Höhen (z. B. Dicker Kopf, 670 m und Schalke, 762 m). Im Mittelharz werden mit Achtermannshöhe (925 m), Bruchberg (927) und Wurmberg (971 m) sogar Höhen bis fast 1000 m erreicht. Damit liegt auch der höchste Berg Niedersachsens in diesem Landkreis.

### Nachbarkreise
Der Landkreis Goslar grenzt im Uhrzeigersinn im Osten beginnend an den Landkreis Harz (in Sachsen-Anhalt), an den Landkreis Nordhausen (in Thüringen), an die Landkreise Göttingen, Northeim, Hildesheim und Wolfenbüttel sowie an die kreisfreie Stadt Salzgitter (alle in Niedersachsen).

### Gewässer
Alle größeren Flüsse im Landkreis Goslar entspringen im Harz und wurden teilweise aufgestaut. Zu nennen sind die Nette, die Innerste (mit den Nebenflüssen Neile und Grane) sowie die Oker (mit den Nebenflüssen Radau und Ecker). Außerdem entspringen im Landkreis Goslar die Oder sowie die Warme Bode, einer der beiden Quellflüsse der Bode. Größere Wasserflächen entstanden im Landkreis auf drei verschiedene Arten und Weisen:
- der Vienenburger See und die Vienenburger Kiesteiche lassen sich auf den Kiestagebau in dieser Gegend zurückführen,
- die Stauseen der Innerste-, Grane-, Oker- und Eckertalsperre wurden u. a. zum Hochwasserschutz und zur Trinkwassergewinnung angelegt und
- die Teiche des Oberharzer Wasserregals, das zudem auch noch Wassergräben und -läufe umfasst, dienten dem Oberharzer Bergbau.

### Gemeinden
In Klammern die Einwohnerzahl am 31. Dezember 2023.
Einheitsgemeinden
| 1. Bad Harzburg, Stadt (19.555) 2. Braunlage, Stadt (4951) 3. Clausthal-Zellerfeld, Berg- und Universitätsstadt (14.215) 4. Goslar, Kreisstadt, Große selbständige Stadt (47.649) 5. Langelsheim, Stadt (14.708) 6. Liebenburg, Gemeinde (7915) 7. Seesen, Stadt, selbständige Gemeinde (18.719) |

gemeindefreies Gebiet
- Harz (Landkreis Goslar) (371,76 km², unbewohnt)

### Bevölkerungsdichte
Der Landkreis Goslar hat inklusive des gemeindefreien Gebiets Harz eine Bevölkerungsdichte von 139 Einwohnern/km². Nimmt man das gemeindefreie Gebiet heraus, besitzt der restliche Teil eine Bevölkerungsdichte von 236 Einwohnern/km², was über dem Wert Niedersachsens liegt und dem Deutschlands entspricht.

### Ehemalige Gemeinden
Die folgende Tabelle listet alle Gemeinden, die jemals dem Landkreis Goslar angehört haben und ihre heutige Zugehörigkeit:
| Gemeinde                | spätere Zugehörigkeit            | Datum der Eingemeindung       | Anmerkung                                                   |
| ----------------------- | -------------------------------- | ----------------------------- | ----------------------------------------------------------- |
| Alt Wallmoden           | Wallmoden Langelsheim            | 1. März 1974 1. November 2021 |                                                             |
| Altenau                 | Clausthal-Zellerfeld             | 1. Januar 2015                | bis 1. Juli 1972 Landkreis Zellerfeld                       |
| Bad Harzburg            | Bad Harzburg                     |                               | bis 1. März 1974 Landkreis Wolfenbüttel                     |
| Beinum                  | Salzgitter                       | 1. April 1942                 |                                                             |
| Beuchte                 | Schladen Schladen-Werla          | 1. März 1974 1. November 2013 | seit 1. März 1974 Landkreis Wolfenbüttel                    |
| Braunlage               | Braunlage                        |                               | bis 1. Juli 1972 Landkreis Blankenburg                      |
| Bredelem                | Langelsheim                      | 1. Juli 1972                  | 1. Juli 1972 bis 1. August 1977 Landkreis Gandersheim       |
| Clausthal-Zellerfeld    | Clausthal-Zellerfeld             |                               | bis 1. Juli 1972 Landkreis Zellerfeld                       |
| Dörnten                 | Liebenburg                       | 1. Juli 1972                  |                                                             |
| Dorstadt                | Dorstadt                         |                               | seit 1. März 1974 Landkreis Wolfenbüttel                    |
| Flachstöckheim          | Salzgitter                       | 1. April 1942                 |                                                             |
| Gielde                  | Schladen-Werla                   | 1. November 2013              | seit 1. März 1974 Landkreis Wolfenbüttel                    |
| Gitter am Berge         | Salzgitter                       | 1. April 1940                 | seit 25. April 1949 eigenständiger Stadtteil von Salzgitter |
| Goslar                  | Goslar                           |                               | 1. April 1922 bis 1. Juli 1972 kreisfreie Stadt             |
| Groß Döhren             | Liebenburg                       | 1. Juli 1972                  |                                                             |
| Groß Flöthe             | Flöthe                           | 1. März 1974                  | seit 1. März 1974 Landkreis Wolfenbüttel                    |
| Groß Mahner             | Salzgitter                       | 1. April 1942                 |                                                             |
| Hahausen                | Langelsheim                      | 1. November 2021              | bis 1. August 1977 Landkreis Gandersheim                    |
| Hahndorf                | Goslar                           | 1. Juli 1972                  |                                                             |
| Hahnenklee-Bockswiese   | Goslar                           | 1. Juli 1972                  |                                                             |
| Haverlah                | Haverlah                         |                               | seit 1. März 1974 Landkreis Wolfenbüttel                    |
| Heiningen               | Heiningen                        |                               | seit 1. März 1974 Landkreis Wolfenbüttel                    |
| Heißum                  | Liebenburg                       | 1. Juli 1972                  |                                                             |
| Hohenrode               | Salzgitter                       | 1. April 1942                 |                                                             |
| Immenrode               | Vienenburg Goslar                | 1. Juli 1972 1. Januar 2014   |                                                             |
| Jerstedt                | Goslar                           | 1. Juli 1972                  |                                                             |
| Klein Döhren            | Liebenburg                       | 1. Juli 1972                  |                                                             |
| Klein Flöthe            | Flöthe                           | 1. März 1974                  | seit 1. März 1974 Landkreis Wolfenbüttel                    |
| Klein Mahner            | Liebenburg                       | 1. Juli 1972                  |                                                             |
| Kniestedt               | Salzgitter                       | 1. April 1938                 |                                                             |
| Langelsheim             | Langelsheim                      |                               | bis 1. August 1977 Landkreis Gandersheim                    |
| Lengde                  | Vienenburg Goslar                | 1. Juli 1972 1. Januar 2014   |                                                             |
| Lewe                    | Liebenburg                       | 1. April 1937                 |                                                             |
| Liebenburg              | Liebenburg                       | 1. Juli 1972                  |                                                             |
| Liebenhall              | Salzgitter                       | 1928                          |                                                             |
| Lochtum                 | Vienenburg Goslar                | 1. Juli 1972 1. Januar 2014   |                                                             |
| Lutter am Barenberge    | Langelsheim                      | 1. November 2021              | bis 1. August 1977 Landkreis Gandersheim                    |
| Neuenkirchen            | Liebenburg                       | 1. Juli 1972                  |                                                             |
| Ohlendorf               | Salzgitter                       | 1. April 1942                 |                                                             |
| Ohrum                   | Ohrum                            |                               | seit 1. März 1974 Landkreis Wolfenbüttel                    |
| Oker                    | Goslar                           | 1. Juli 1972                  |                                                             |
| Ostharingen             | Liebenburg                       | 1. Juli 1972                  | bis 1. April 1942 Landkreis Gandersheim                     |
| Ostlutter               | Lutter am Barenberge Langelsheim | 1. März 1974 1. November 2021 | bis 1. August 1977 Landkreis Gandersheim                    |
| Othfresen               | Liebenburg                       | 1. Juli 1972                  |                                                             |
| Ringelheim              | Salzgitter                       | 1. April 1942                 |                                                             |
| Salzgitter-Bad          | Salzgitter                       | 1. April 1942                 |                                                             |
| Sankt Andreasberg       | Braunlage                        | 1. November 2011              | bis 1. Juli 1972 Landkreis Zellerfeld                       |
| Schladen                | Schladen-Werla                   | 1. November 2013              | seit 1. März 1974 Landkreis Wolfenbüttel                    |
| Schulenberg im Oberharz | Clausthal-Zellerfeld             | 1. Januar 2015                | bis 1. Juli 1972 Landkreis Zellerfeld                       |
| Seesen                  | Seesen                           | -                             | bis 1. August 1977 Landkreis Gandersheim                    |
| Steinlah                | Haverlah                         | 1. März 1974                  | seit 1. März 1974 Landkreis Wolfenbüttel                    |
| Upen                    | Liebenburg                       | 1. Juli 1972                  |                                                             |
| Vienenburg              | Goslar                           | 1. Januar 2014                |                                                             |
| Vorsalz                 | Salzgitter                       | 1926                          |                                                             |
| Wallmoden               | Langelsheim                      | 1. November 2021              | bis 1. August 1977 Landkreis Gandersheim                    |
| Weddingen               | Vienenburg Goslar                | 1. Juli 1972 1. Januar 2014   |                                                             |
| Wehre                   | Schladen Schladen-Werla          | 1. März 1974 1. November 2013 | seit 1. März 1974 Landkreis Wolfenbüttel                    |
| Werlaburgdorf           | Schladen-Werla                   | 1. November 2013              | seit 1. März 1974 Landkreis Wolfenbüttel                    |
| Wiedelah                | Vienenburg Goslar                | 1. Juli 1972 1. Januar 2014   |                                                             |
| Wildemann               | Clausthal-Zellerfeld             | 1. Januar 2015                | bis 1. Juli 1972 Landkreis Zellerfeld                       |

## Geschichte
Der (bis auf Hohegeiß) in Ostfalen gelegene Landkreis Goslar war früh im Fokus der Geschichte. Über Jahrhunderte war sein Territorium zersplittert zwischen verschiedenen Grundherren, später hauptsächlich zwischen dem Kurfürstentum Hannover, dem Hochstift Hildesheim und dem Fürstentum Braunschweig-Wolfenbüttel. Ab 1290 war Goslar eine freie Reichsstadt, deren Einfluss und Umgebung durch verschiedene Schutzburgen (Liebenburg, Harliburg, Harzburg u. a.) gesichert. Daneben drangen zeitweilig auch andere Mächte in das Territorium ein, so versuchten die Grafen von Wernigerode im 13. und 14. Jahrhundert, Einfluss zu gewinnen.
Historisch erwuchs der heutige Landkreis Goslar aus:
- dem Altkreis Goslar (Liebenburg, ehemalige Gemeinde Vienenburg, teilw. Langelsheim-Lutter am Barenberge und Langelsheim-Wallmoden), Preußen
- der kreisfreien Stadt Goslar, Preußen
- dem Landkreis Gandersheim (Langelsheim, Seesen, Liebenburg-Ostharingen), Freistaat Braunschweig
- dem Landkreis Wolfenbüttel (Bad Harzburg, Oker), Freistaat Braunschweig
- dem Landkreis Zellerfeld (ungefähr mit Harz (Landkreis Goslar) und Stadt Clausthal-Zellerfeld deckungsgleich), Preußen
- dem Landkreis Blankenburg (Braunlage ohne St. Andreasberg), Freistaat Braunschweig
- dem Landkreis Hildesheim-Marienburg (Groß Rhüden, Mechtshausen, Bilderlahe), Preußen.

### Verwaltungsgeschichte

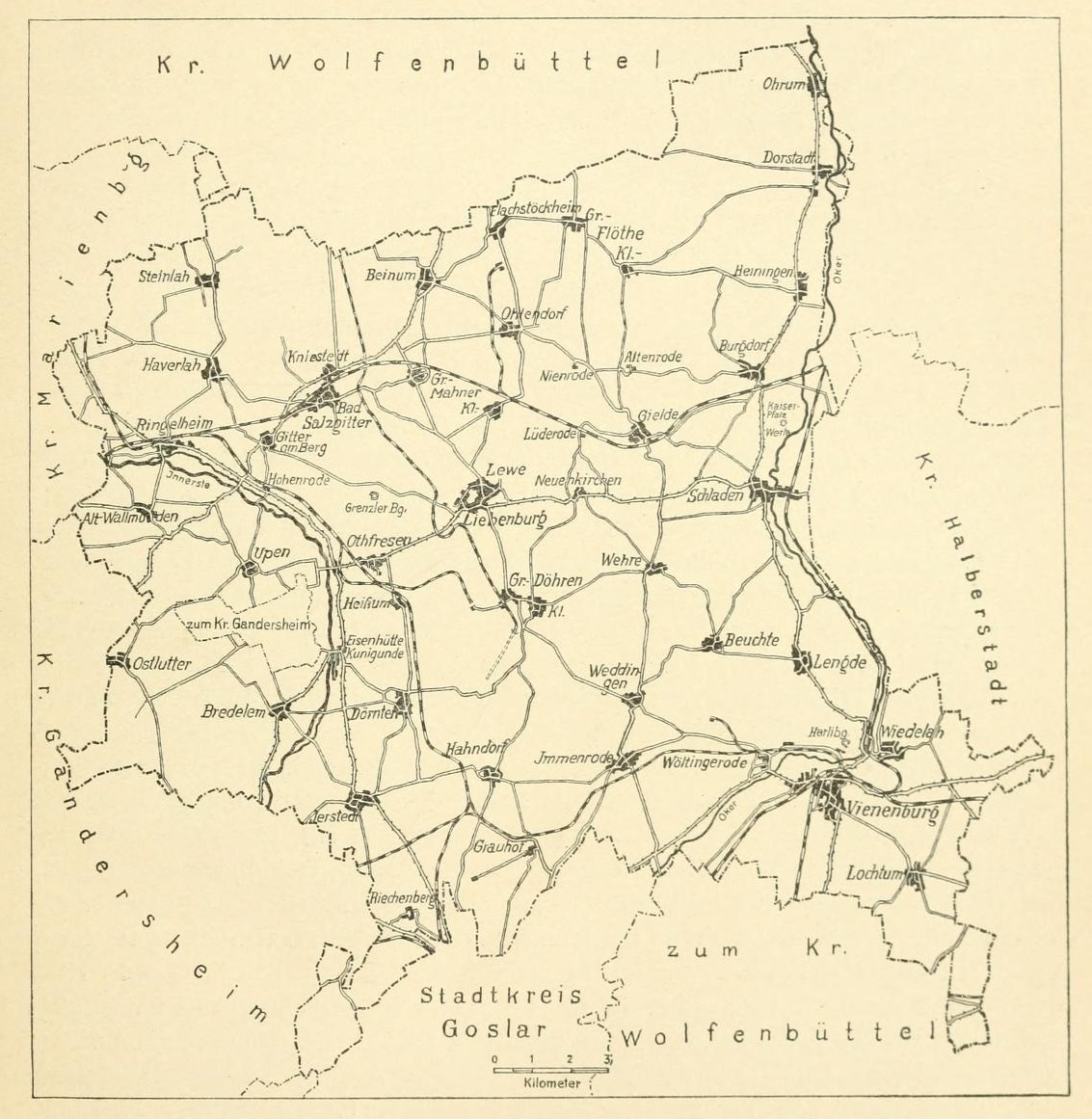
Landkreis Goslar nach der Ausgliederung der Stadt Goslar (1922) und vor der Ausgliederung der Gutsbezirke Grauhof und Riechenberg (1928); das Gebiet entsprach dem Ostteil des 1802 aufgelösten Hochstifts Hildesheim.

Als am 1. April 1885 aus den Ämtern des ehemaligen Königreichs Hannover in der preußischen Provinz Hannover Kreise gebildet wurden, entstand auch der Landkreis Goslar (aus den Ämtern Liebenburg und Wöltingerode sowie der Stadt Goslar.) Der Stadtforst Goslar, der bis dahin zum Herzogtum Braunschweig gehört hatte, wurde 1890 nach Preußen umgegliedert und vergrößerte so den Landkreis. Eine geringe Verkleinerung ereignete sich 1904, als ein etwa 4,5 km² großer, unbewohnter Landstrich in das braunschweigische Amt Harzburg umgegliedert wurde.
Zwei Verkleinerungen des Kreisgebiets erfolgten am 1. April 1922 mit der Auskreisung der Stadt Goslar und 1928 mit der Auflösung der Gutsbezirke in Preußen, von denen zwei in die Stadt Goslar eingegliedert wurden. Am 1. April 1942 musste der Landkreis sieben Gemeinden zur Bildung der Stadt Watenstedt-Salzgitter abgeben; gleichzeitig erhielt er die Gemeinde Ostharingen, die bis dahin eine Exklave des Landkreises Gandersheim gewesen war.
Größere Veränderungen erfolgten erst mit der Gebietsreform in Niedersachsen in drei Schritten:
1. Zunächst kamen durch das Harzgesetz die nördlichen Teile der aufgelösten Landkreise Blankenburg und Zellerfeld zum Landkreis Goslar, in den außerdem die bis dahin kreisfreie Stadt Goslar eingegliedert wurde (1. Juli 1972).
2. 1974 gab der Landkreis Goslar sieben Gemeinden an den Landkreis Wolfenbüttel ab; im Gegenzug wurde ihm die 1972 vergrößerte Stadt Bad Harzburg zugesprochen.
3. Nachdem der Landkreis Goslar 1972 noch eine Gemeinde an den Landkreis Gandersheim abgeben musste, erhielt er am 1. August 1977 die östlichen Teile dieses aufgelösten Landkreises[7], und zwar die Gemeinden Hahausen, Langelsheim, Lutter am Barenberge, Seesen und Wallmoden.

Ab den 2010er Jahren erfolgten mehrere Gemeindefusionen im Landkreis Goslar:
1. Zuerst wurde am 1. November 2011 die Bergstadt Sankt Andreasberg in die Stadt Braunlage eingemeindet.
2. Am 1. Januar 2014 wurde die Stadt Vienenburg zusammen mit ihren Ortsteilen in die Kreisstadt Goslar eingemeindet.
3. Am 1. Januar 2015 wurde die Samtgemeinde Oberharz mit den Mitgliedsgemeinden Altenau, Clausthal-Zellerfeld, Schulenberg im Oberharz und Wildemann in die Berg- und Universitätsstadt Clausthal-Zellerfeld umgewandelt.
4. Am 1. November 2021 wurde die Samtgemeinde Lutter am Barenberge mit ihren Mitgliedsgemeinden Hahausen, Lutter am Barenberge und Wallmoden aufgelöst und die Mitgliedsgemeinden mit der Stadt Langelsheim fusioniert.[8]

Der Amtsbezirk Harzburg vor der Ausgliederung aus dem Landkreis Wolfenbüttel; das Gebiet entsprach der braunschweigischen Exklave im Osten des heutigen Landkreises.
Der Restkreis Blankenburg nach dem Zweiten Weltkrieg. Braunlage und Hohegeiß fielen am 1. Juli 1972 an den Landkreis Goslar.

### Zugehörigkeit
Ursprünglich als preußischer Kreis gebildet, kam der Landkreis am 1. November 1941 zusammen mit der kreisfreien Stadt Goslar zum Freistaat Braunschweig, der im Gegenzug den Landkreis Holzminden an Preußen abgeben musste. Nach dem Krieg lag der Landkreis in der Britischen Besatzungszone und wurde Teil Niedersachsens.

### Einwohnerstatistik

#### Heutiges Kreisgebiet
| Jahr | Einwohner |
| ---- | --------- |
| 1821 | 57.421    |
| 1848 | 71.526    |
| 1871 | 74.537    |
| 1885 | 83.201    |
| 1905 | 103.168   |
| 1925 | 110.292   |
| 1933 | 111.559   |
| 1939 | 121.654   |
| 1946 | 184.502   |

| Jahr | Einwohner |
| ---- | --------- |
| 1950 | 199.520   |
| 1956 | 181.672   |
| 1961 | 178.872   |
| 1968 | 178.957   |
| 1970 | 175.174   |
| 1975 | 177.513   |
| 1980 | 171.472   |
| 1985 | 164.626   |
| 1987 | 157.839   |

| Jahr | Einwohner |
| ---- | --------- |
| 1990 | 162.022   |
| 1995 | 161.549   |
| 2000 | 156.247   |
| 2005 | 151.452   |
| 2010 | 143.014   |
| 2012 | 138.655   |
| 2016 | 137.979   |
| 2017 | 137.563   |
| 2022 | 134.672   |

Einwohnerentwicklung des Landkreises Goslar von 1821 bis 2017. Der untere rote Graph entspricht dem jeweiligen Gebietsstand

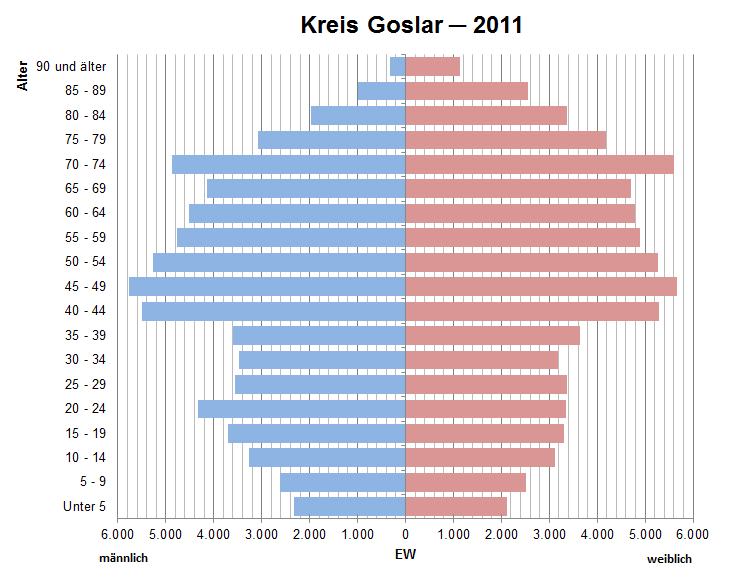
Bevölkerungspyramide für den Kreis Goslar (Datenquelle: Zensus 2011)

(Stand: 1961: am 6. Juni, 1970: am 27. Mai, 1987: am 25. Mai [Volkszählungsergebnisse], ab 1968 ansonsten jeweils am 31. Dezember)

#### Landkreis Goslar mit jeweiligem Gebietsstand
| Jahr | Einwohner |
| ---- | --------- |
| 1890 | 44.227    |
| 1900 | 50.051    |
| 1910 | 52.248    |
| 1925 | 33.884    |

| Jahr | Einwohner |
| ---- | --------- |
| 1939 | 43.169    |
| 1950 | 50.129    |
| 1960 | 41.800    |
| 1970 | 40.800    |

### Konfessionsstatistik
Gemäß dem Zensus 2022 waren (2022) 43,7 % der Einwohner evangelisch, 9,6 % katholisch und 46,7 % konfessionslos, gehörten einer anderen Glaubensgemeinschaft an oder machten keine Angabe.

## Politik

### Landrat
Bei den Kommunalwahlen in Niedersachsen 2021 wurde am 12. September 2021 Alexander Saipa (SPD) mit 53,05 % im ersten Wahlgang zum neuen Landrat gewählt. Er trat sein Amt zum 1. November 2021 an.

### Kreistag
Die Kreistagswahl am 12. September 2021 brachte folgendes Ergebnis:
| Kreistag – Kommunalwahl 2021 | Kreistag – Kommunalwahl 2021                                                                                              |
| --- | --- |
| Kreistagswahl 2021Wahlbeteiligung: 55,9 % 50403020100 41,027,310,65,65,43,72,41,42,7 SPDCDUGrüneAfDFDPLinkeBLWGLSonst.Gewinne und Verlusteim Vergleich zu 2016 %p 4 2 0 −2 −4 −6+3,2−2,6+3,4−5,5± 0,0−0,6−1,9+1,4+2,7SPDCDUGrüneAfDFDPLinkeBLWGLSonst. | Sitzverteilung im KreistagInsgesamt 50 Sitze - Linke: 2 - SPD: 21 - Grüne: 5 - BL: 1 - FDP: 3 - WGL: 1 - CDU: 14 - AfD: 3 |

| Parteien und Wählergemeinschaften | Parteien und Wählergemeinschaften           | % 2021 | Sitze 2021 | % 2016 | Sitze 2016 | % 2011 | Sitze 2011 | % 2006 | Sitze 2006 |
| SPD                               | Sozialdemokratische Partei Deutschlands     | 41,0   | 21         | 37,8   | 19         | 39,6   | 20         | 44,3   | 21         |
| CDU                               | Christlich Demokratische Union Deutschlands | 27,3   | 14         | 29,9   | 15         | 35,5   | 18         | 36,7   | 18         |
| Grüne                             | Bündnis 90/Die Grünen                       | 10,6   | 5          | 7,2    | 4          | 10,5   | 5          | 5,2    | 2          |
| AfD                               | Alternative für Deutschland                 | 5,6    | 3          | 11,1   | 5          | —      | —          | —      | —          |
| FDP                               | Freie Demokratische Partei                  | 5,4    | 3          | 5,4    | 3          | 3,9    | 2          | 7,8    | 4          |
| Linke                             | Die Linke                                   | 3,7    | 2          | 4,3    | 2          | 3,8    | 2          | 3,8    | 2          |
| BL                                | Bürgerliste im Landkreis Goslar             | 2,4    | 1          | 4,3    | 2          | 5,0    | 2          | 1,7    | 1          |
| WGL                               | Wählergemeinschaft Langelsheim              | 1,4    | 1          | —      | —          | —      | —          | —      | —          |
| FW                                | Freie Wähler                                | 1,0    | —          | —      | —          | —      | —          | —      | —          |
| BB                                | Bürgerliste Braunlage                       | 0,8    | —          | —      | —          | —      | —          | —      | —          |
| Basis                             | Basisdemokratische Partei Deutschland       | 0,4    | —          | —      | —          | —      | —          | —      | —          |
|                                   | Einzelbewerber                              | 0,1    | —          | —      | —          | —      | —          | 0,5    | —          |
| NPD                               | Nationaldemokratische Partei Deutschlands   | —      | —          | —      | —          | 1,7    | 1          | —      | —          |
| Gesamt                            | Gesamt                                      | 100,0  | 50         | 100,0  | 50         | 100,0  | 50         | 100,0  | 48         |
| Wahlbeteiligung in %              | Wahlbeteiligung in %                        | 55,9   | 55,9       | 51,6   | 51,6       | 53,9   | 53,9       | 50,7   | 50,7       |

### Wappen
| | Blasonierung: „Gespalten von Gold (Gelb) und Rot; vorn ein halber rotbewehrter schwarzer Adler am Spalt, hinten ein linksgewendeter, golden- (gelb-) bewehrter und blaugezungter silberner (weißer) Löwe.“ |
| Wappenbegründung: Das von Gustav Völker entworfene und vom preußischen Staatsministerium am 8. August 1931 genehmigte Wappen gehört zu den ältesten deutschen Landkreiswappen. Der Adler steht für die Kreisstadt Goslar und der Löwe entstammt dem Wappen der Grafen von Schladen, die zwischen 1160 und 1362 über große Teile des heutigen Kreisgebietes herrschten. Die Feldfarben Gold und Rot ergeben sich von selbst aus den historischen Wappen. | |

### Flagge
|  | 00Hissflagge: „Die Flagge ist gelb-rot geteilt mit dem aufgelegten Wappen in der Mitte zum Liek hin verschoben.“ |

### Partnerschaften
Seit dem Jahr 2000 besteht eine Partnerschaft mit dem polnischen Landkreis Trzebnica in Niederschlesien. Weitere Partnerschaften bestanden mit dem ehemaligen Amtsbezirk Frederiksborg Amt (Dänemark) sowie dem ehemaligen Landkreis Wernigerode.

## Wirtschaft und Infrastruktur

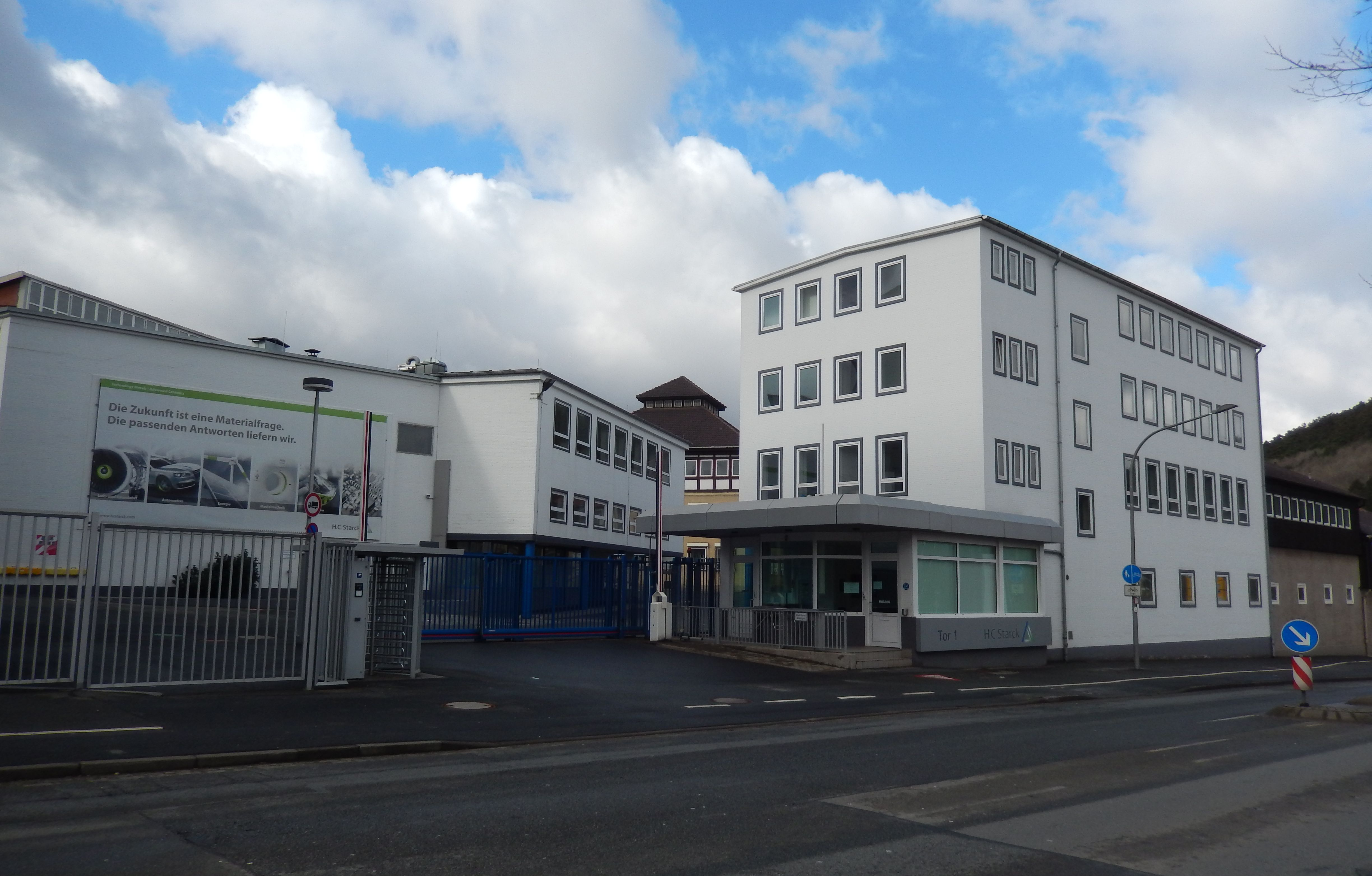
Eingangstor zum Industriepark Oker, ehemals H.C. Starck

### Wirtschaft
Der Landkreis Goslar war historisch ein Zentrum der Metallurgie in Niedersachsen mit dem Förderbetrieb des Rammelsbergs und weiterer Harzer Zechen als wirtschaftlicher Grundpfeiler. Im 20. Jahrhundert endete der Untertagebau zu verhüttender Erze. In der Folge wurden weite Industriebereiche zur Transformation gezwungen. Der Metallurgiepark Oker als einstiger Sitz des Chemiekonzerns H.C. Starck und die ehemalige Bleihütte Oker in Goslar-Oker, die Frau-Sophien-Hütte in Langelsheim-Astfeld und die ehemalige Zinkhütte Harlingerode in Bad Harzburg-Harlingerode sowie die Masse an stillgelegten Bergwerken im Oberharz zeugen von der einstigen Bedeutung dieses Wirtschaftszweigs. Langelsheim ist ein Zentrum der chemischen Industrie.
Im Industriegebiet Münchehof in Seesen befinden sich unter anderem die Fels-Werke GmbH (Kalkwerk Münchehof) und die Fermacell Werke der Firma James Hardie Europe GmbH. Des Weiteren sind dort die Unternehmen TSN-Beton-Südharz und die KEMNA Straßenbau GmbH ansässig.
Außerdem befindet sich im Ort das Niedersächsische Forstliche Bildungszentrum.
Besonders in jüngerer Zeit (Strukturwandel) hat der Fremdenverkehr an Bedeutung gewonnen. In Goslar befinden sich zwei Weltkulturerbestätten, weiterhin wird der südöstliche Teil des Landkreises in weiten Teilen durch den Nationalpark Harz eingenommen. Bad Harzburg, Braunlage und Clausthal-Zellerfeld sind durch den Tourismus traditionell geprägt. Die letzte aktive mittelständische Brauerei im Landkreis befindet sich seit 1617 in Altenau.
Im Zukunftsatlas 2022 belegt der Landkreis Goslar Platz 362 von 400 Landkreisen, Kommunalverbänden und kreisfreien Städten in Deutschland und zählt damit zu den Regionen mit „hohen Risiken“. Damit verlor der Landkreis im Vergleich zu 2016 24 Plätze.

### Forschung und Bildung

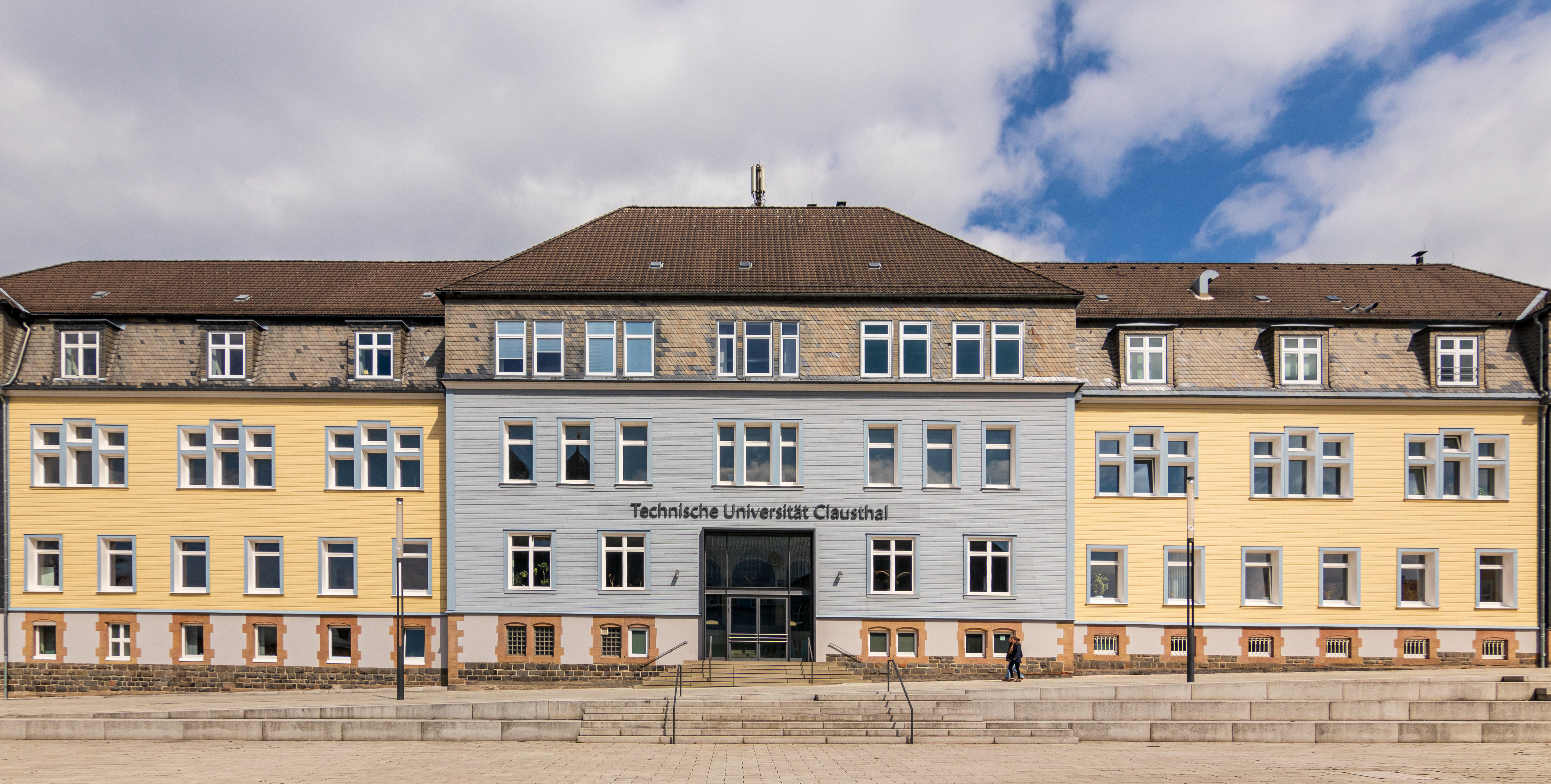
Hauptgebäude der TU Clausthal im Oberharz

In Clausthal-Zellerfeld befindet sich die Technische Universität Clausthal mit (Stand: Wintersemester 2020/21) rund 3.700 Studierenden. Sie bildete sich historisch aus dem wissenschaftlichen Bedarf des Oberharzer Bergbaus und erweiterte ab Mitte des 20. Jahrhunderts ihr Bildungsportfolio wesentlich. Heute zählt die TU Clausthal zu den internationalsten Universitäten Deutschlands.
In Goslar befindet sich seit 2008 das Energie-Forschungszentrum Niedersachsen unter Federführung der TU Clausthal in Kooperation der TU Braunschweig, der Georg-August-Universität Göttingen, der Leibniz Universität Hannover und der Universität Oldenburg. Ebenfalls im Landkreis Goslar angesiedelt ist seit 2020 das DIGIT Center for Digital Technologies als Kooperation zwischen der TU Clausthal und der Ostfalia Hochschule für angewandte Wissenschaften. Ihr Schwerpunkt liegt in der Industrie 4.0 und der Kreislaufwirtschaft.

### Verkehr

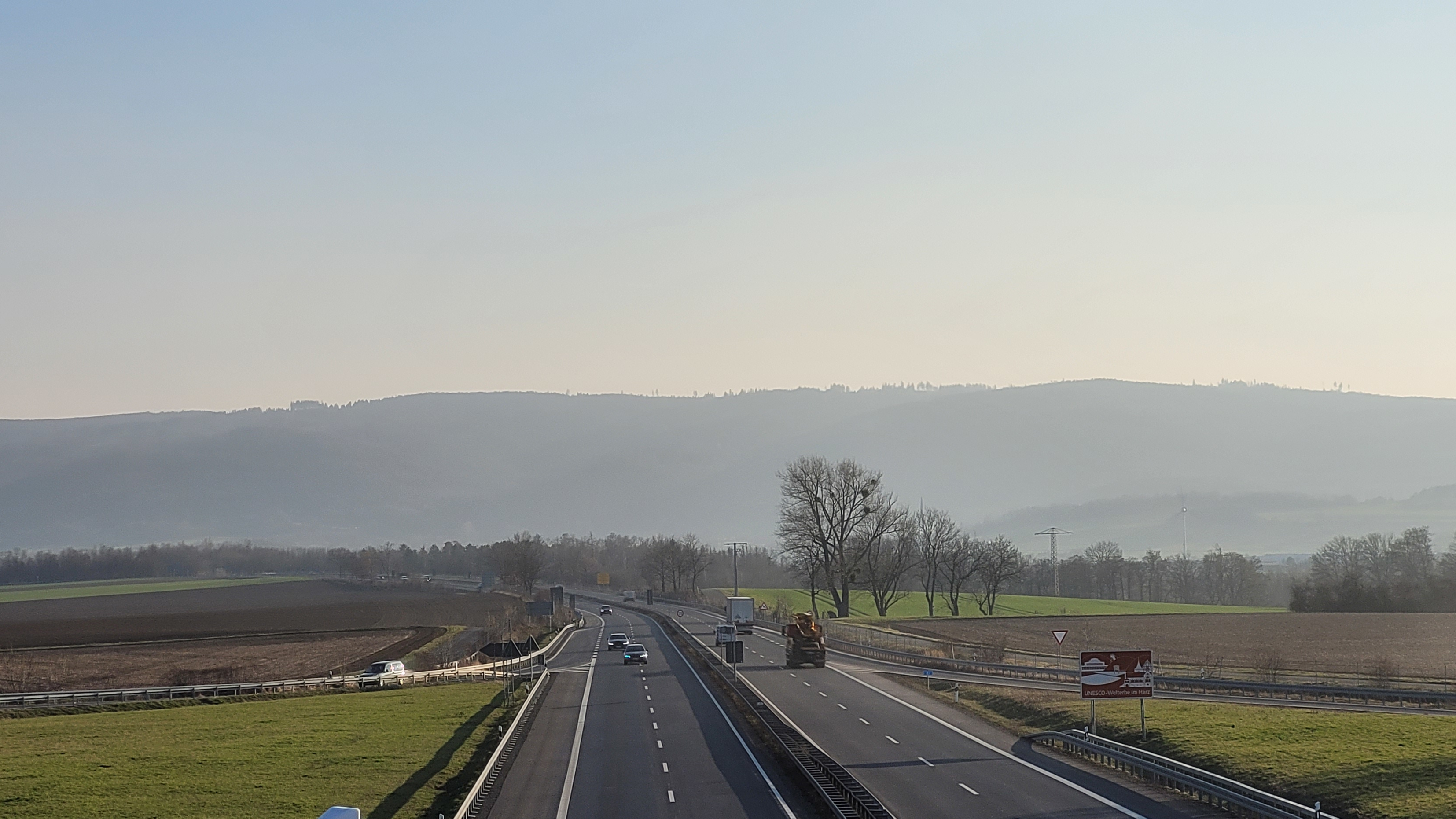
A 369 in Richtung Bad Harzburg, unten rechts ein Hinweis auf das Weltkulturerbe Rammelsberg

#### Straßenverkehr
Der Landkreis Goslar wird im Westen durch die Bundesautobahn 7 und im Osten durch die Bundesautobahn 36 gequert. Am Autobahndreieck Nordharz zweigt bei Goslar-Lochtum die rund 4 Kilometer lange Bundesautobahn 369 ab.
Die B 6 führt über Hildesheim und Salzgitter durch Liebenburg nach Goslar. Hier fädelt sie sich in die B 82 ein und setzt sich nach Osten als autobahnähnliche Bundesstraße durch das Goslarer Stadtgebiet fort. Ab der Anschlussstelle GS-Oker ist sie mit Standstreifen ausgelegt und erfüllt die Mindeststandards für eine Autobahn; sie mündet im Autobahndreieck Bad Harzburg in die A 369, sodass sich hier die Verbindung A 7–A 36 vervollständigt.
Die B 82 bildet mit ihrer Relation Seesen–Goslar das wichtigste West-Ost-Bindeglied innerhalb des Landkreises. Über ihr verläuft der Verkehr aus dem östlichen Nordharz auf die A 7, ein dreispuriger Ausbau als Fernstraße ist auf weiter Strecke erfolgt.
Am Autobahndreieck beginnt ebenfalls die B 4, die einst als Landstraße von Bad Harzburg bis nach Braunschweig führte und von 1971 bis 1994 durch Autobahnen und autobahnähnliche Strecken ersetzt wurde. Sie führt zunächst als vierspurige Strecke durch Bad Harzburger Stadtgebiet und setzt sich in den Harz als vierspurige Strecke, jedoch ohne Standstreifen fort. Auf Höhe Torfhaus geht sie in einen drei- und später zweispurigen Bau über, bevor sie Braunlage mit einer dreispurigen Bauweise als Ortsumgehung erschließt. Südlich des Dorfes Hohegeiß verlässt die B 4 das Bundesland Niedersachsen und setzt sich in Richtung Nordhausen und Erfurt fort.
Die B 243 beginnt unmittelbar an der A 7 in Seesen und ist ebenfalls autobahnähnlich ausgebaut. Sie führt südlich am Stadtgebiet vorbei und führt den Verkehr aus dem Südharz auf ihrer bis Herzberg vierspurigen Trasse in den Landkreis, sodass sie als Entlastung der weiter südlich gelegenen A 38 dient.
Weiterhin durchqueren folgende Bundesstraßen den Landkreis:
- B 27: Göttingen – Braunlage – Blankenburg
- B 64: Paderborn – Höxter/Holzminden – Bad Gandersheim – Seesen; östlicher Ausläufer der B 6x-Nummerierung in Nordrhein-Westfalen
- B 241: Warburg – Osterode am Harz – Clausthal-Zellerfeld – Goslar
- B 242: Seesen – Clausthal-Zellerfeld – Braunlage – Hasselfelde – Mansfeld
- B 248: Northeim – Seesen – Lutter am Barenberge – Salzgitter-Bad – Braunschweig
- B 498: Osterode am Harz – Altenau – GS-Oker.

#### Schienenverkehr

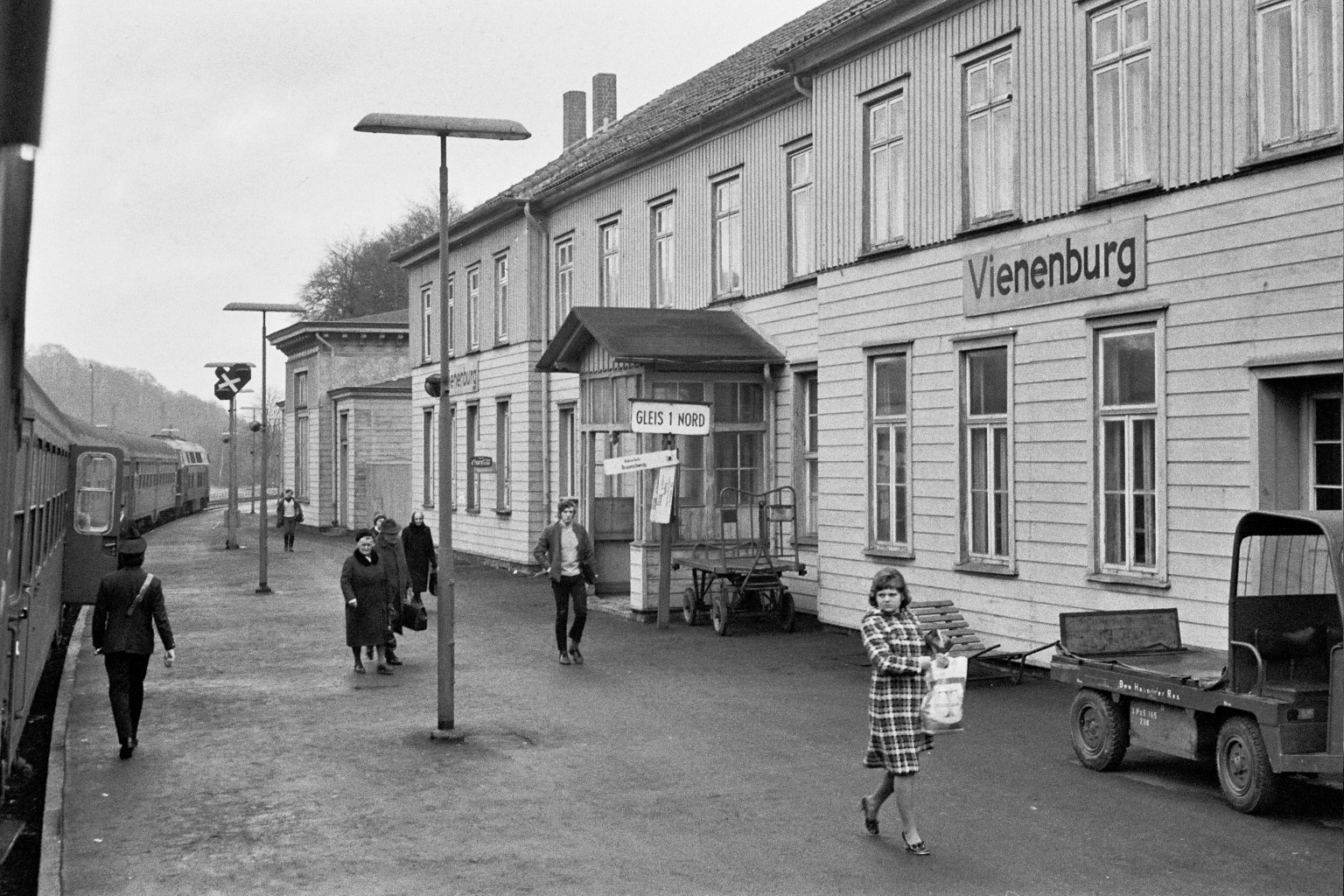
Der Bahnhof Vienenburg ist der älteste in Betrieb befindliche Bahnhof Deutschlands

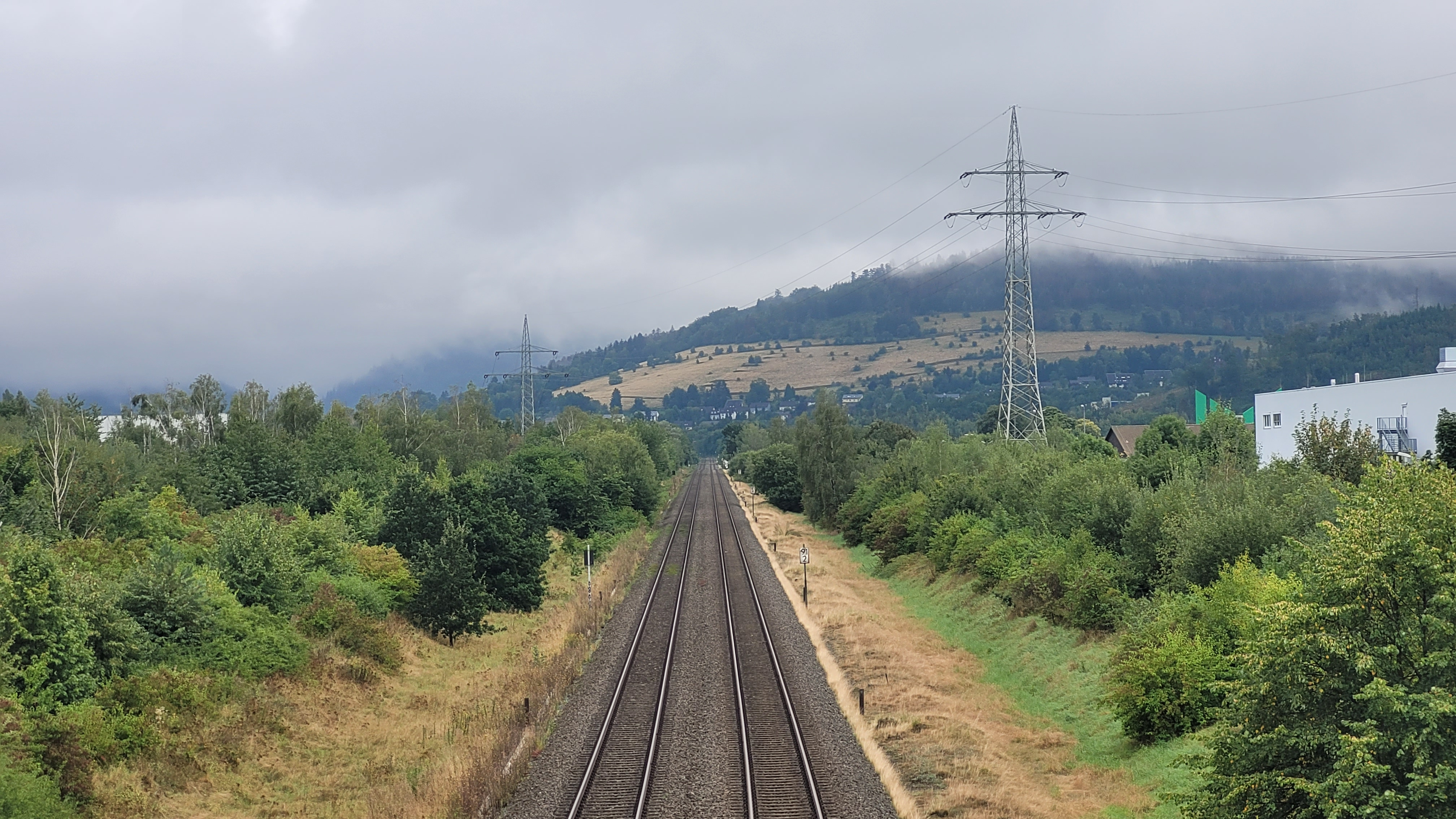
Bahnstrecke Hildesheim–Goslar als Verbindung nach Hannover, Blickrichtung Goslar

Das Gebiet des heutigen Landkreises wurde mit der Bahnstrecke Braunschweig–Bad Harzburg bereits 1840 an das Bahnnetz angeschlossen. Über diese verbindet die RB 42/43 Braunschweig – Bad Harzburg/Goslar den Landkreis mit der restlichen Region Braunschweig. In Vienenburg werden die Linien geflügelt, sodass die RB 42 weiter zum Bahnhof Bad Harzburg und die RB 43 über die seit 1866 betriebene Bahnstrecke Vienenburg–Goslar über Oker nach Goslar verkehrt. Über die Bahnstrecke Hildesheim–Goslar verkehrt der in Bad Harzburg und Goslar haltende RE 10 Bad Harzburg – Hannover.
Die Bahnstrecke Bad Harzburg–Oker besteht seit 1912 und wird gegenwärtig neben dem RE 10 von der RB 82 Bad Harzburg – Göttingen/Kreiensen befahren, die die Städte Bad Harzburg, Goslar, Langelsheim (über die Bahnstrecke Neuekrug-Hahausen–Goslar) und Seesen (über die Bahnstrecke Börßum–Kreiensen) des nördlichen Landkreises verbindet.
Nach der Deutschen Wiedervereinigung wurde die Bahnstrecke Ilsenburg–Vienenburg in Teilen neu errichtet und eine Schienenverbindung nach Ostdeutschland wiederhergestellt. Hierüber verkehren die RE 4/21 Goslar – Magdeburg/Halle (Saale) aus Goslar über Halberstadt nach Magdeburg beziehungsweise Halle (Saale).
Die Strecken über Clausthal-Zellerfeld nach Altenau (Innerstetalbahn) und die Bahnanschlüsse nach Braunlage (Südharz-Eisenbahn) und St. Andreasberg (Odertalbahn) wurden in den 1970er bzw. 1960er Jahren stillgelegt und abgerissen. Auch die Nebenbahn Derneburg–Seesen ist außer Betrieb. Weiterhin stillgelegt wurden im Landkreis die Bahnstrecke Bad Harzburg–Heudeber-Danstedt mit einstiger Direktverbindung von Bad Harzburg nach Wernigerode und die Bahnstrecke Vienenburg–Langelsheim als einstiger Güterkorridor.
Der Schienenpersonenfernverkehr wurde in den frühen 2000er Jahren mit der Abschaffung des Interregio eingestellt. Im Landkreis Goslar existiert (Stand: 2022) keine elektrifizierte Bahnstrecke.

#### Linienbusse
Nach weitreichenden Stilllegungen von Eisenbahnstrecken besitzt der Linienbusverkehr im Harz eine große Bedeutung. Dadurch etablierte sich zunächst die Regionalbus Braunschweig (RBB) als Hauptanbieter im Landkreis, der als Subunternehmen der Deutschen Bahn die gestrichenen Bahnhöfe ersetzte. Im Januar 2019 beschloss die RBB, aufgrund von Unwirtschaftlichkeit 17 Linien unter anderem im nördlichen Landkreis (Gebiet Seesen/Salzgitter-Bad/Goslar/Bad Harzburg) aufzugeben. Zur Erhaltung des Linienbestandes formierte sich als Konsortium mehrerer Verkehrsunternehmen im Februar 2019 die HarzBus GbR, die zum 1. April 2019 den Betrieb sämtlicher von der RBB gestrichenen Linien übernommen hat. In Bad Harzburg deckt die Kraftverkehrsgesellschaft Braunschweig den Linienbetrieb ab und besitzt dort einen eigenen Betriebshof.
Innerhalb der Stadt Goslar verkehren außerdem die Linienbusse der Stadtbus Goslar GmbH.
Das Omnibus-Liniennetz im Landkreis Goslar ist Teil des ÖPNV-Angebots und Tarifbereichs des Verkehrsverbunds Region Braunschweig (VRB).
Mit dem Goslarer Stadtteil Vienenburg ist der Landkreis mit der Linie 210 (Vienenburg ↔ Halberstadt) an das Landesnetz Sachsen-Anhalt angeschlossen.

## Naturschutz
Der gesamte Teil des Harzes im Landkreis Goslar gehört zum kreisübergreifenden Naturpark Harz, außer einem Gebiet im Südwesten, das als länderübergreifender Nationalpark Harz noch strenger geschützt ist. Daneben gibt es noch 22 Naturschutzgebiete.
| NSG-Kennzeichen | Naturschutzgebiet                     | Fläche in ha | Gründung      |
| --------------- | ------------------------------------- | ------------ | ------------- |
| BR 004          | Butterberggelände                     | 6,6          | 5. Feb. 1952  |
| BR 006          | Oberharz                              | 164,0        | 10. Apr. 1954 |
| BR 009          | Schlackenhalde Bredelem               | 2,3          | 16. Apr. 1976 |
| BR 013          | Silberhohl                            | 2,3          | 2. Juni 1977  |
| BR 019          | Vienenburger Kiesteiche               | 27,5         | 2. Nov. 1979  |
| BR 043          | Okertal                               | 246,0        | 2. Juni 1982  |
| BR 045          | Tönneckenkopf–Röseckenbach            | 20,0         | 16. Aug. 1982 |
| BR 055          | Bergwiesengesellschaften bei Hohegeiß | 18,0         | 2. Juni 1983  |
| BR 056          | Pöbbeckenmühle                        | 5,0          | 16. Juli 1983 |
| BR 058          | Blockschutthalden am Rammelsberg      | 18,5         | 16. Nov. 1983 |
| BR 064          | Bärenbachstal                         | 4,0          | 17. Dez. 1984 |
| BR 066          | Barley                                | 20,0         | 18. Juni 1985 |
| BR 081          | Bachtäler im Oberharz um Braunlage    | 376,7        | 2. Juni 1989  |
| BR 083          | Östlicher Langenberg                  | 28,0         | 17. März 1987 |
| BR 091          | Osterfelder Tongruben                 | 4,0          | 2. Sep. 1989  |
| BR 095          | Bergwiesen bei St. Andreasberg        | 216,6        | 18. Aug. 1992 |
| BR 105          | Siebertal                             | 694,7        | 16. Juni 1992 |
| BR 111          | Johanneser Bergwiesen                 | 12,0         | 3. Apr. 1991  |
| BR 127          | Okertal südlich Vienenburg            | 205,0        | 6. Dez. 2007  |
| BR 131          | Mittleres Innerstetal mit Kanstein    | 563,0        | 25. Sep. 2008 |
| BR 140          | Wurmberg                              | 183,0        | 10. Apr. 1954 |
| BR 141          | Appelhorn                             | 245,0        | 19. Dez. 2008 |

Siehe auch:
- Liste der Naturschutzgebiete im Landkreis Goslar
- Liste der Landschaftsschutzgebiete im Landkreis Goslar
- Liste der Naturdenkmäler im Landkreis Goslar
- Liste der geschützten Landschaftsbestandteile im Landkreis Goslar

## Kfz-Kennzeichen
Am 1. Juli 1956 wurde dem Landkreis bei der Einführung der bis heute gültigen Kfz-Kennzeichen das Unterscheidungszeichen GS zugewiesen. Es wird durchgängig bis heute ausgegeben. Seit dem 15. November 2012 sind durch die Kennzeichenliberalisierung auch die Unterscheidungszeichen BRL (Braunlage/Landkreis Blankenburg (Niedersachsen)) und CLZ (Clausthal-Zellerfeld/Landkreis Zellerfeld) erhältlich.